# Charles de Ligne (militair)

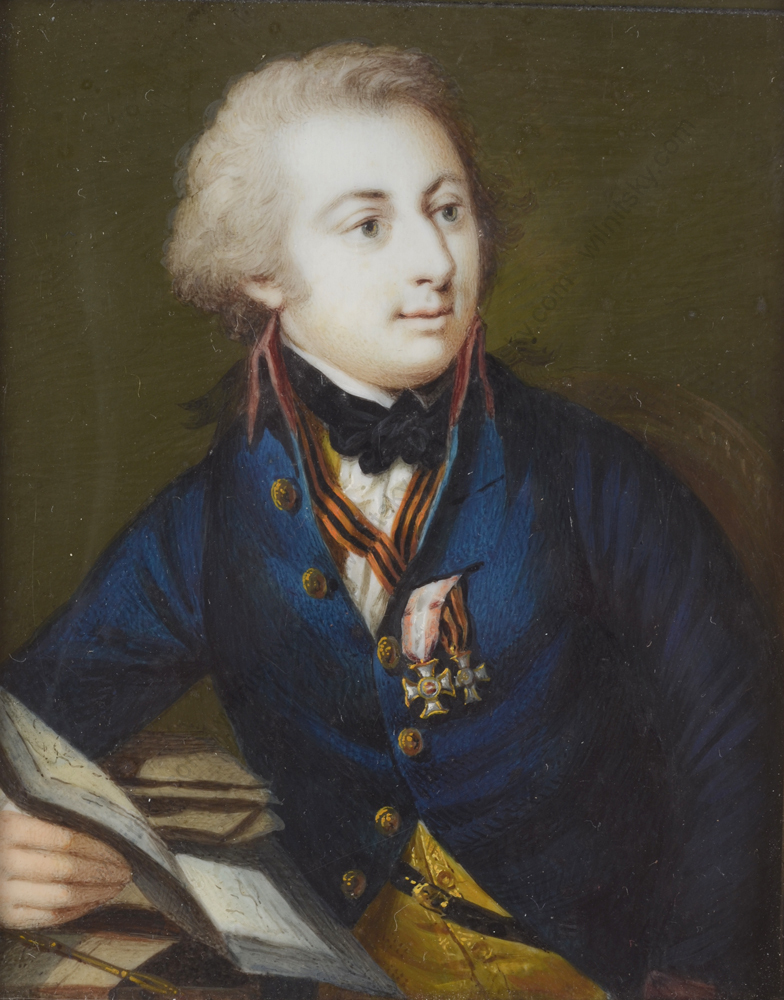
Portretschilderij door Józef Kosiński kort voor zijn dood

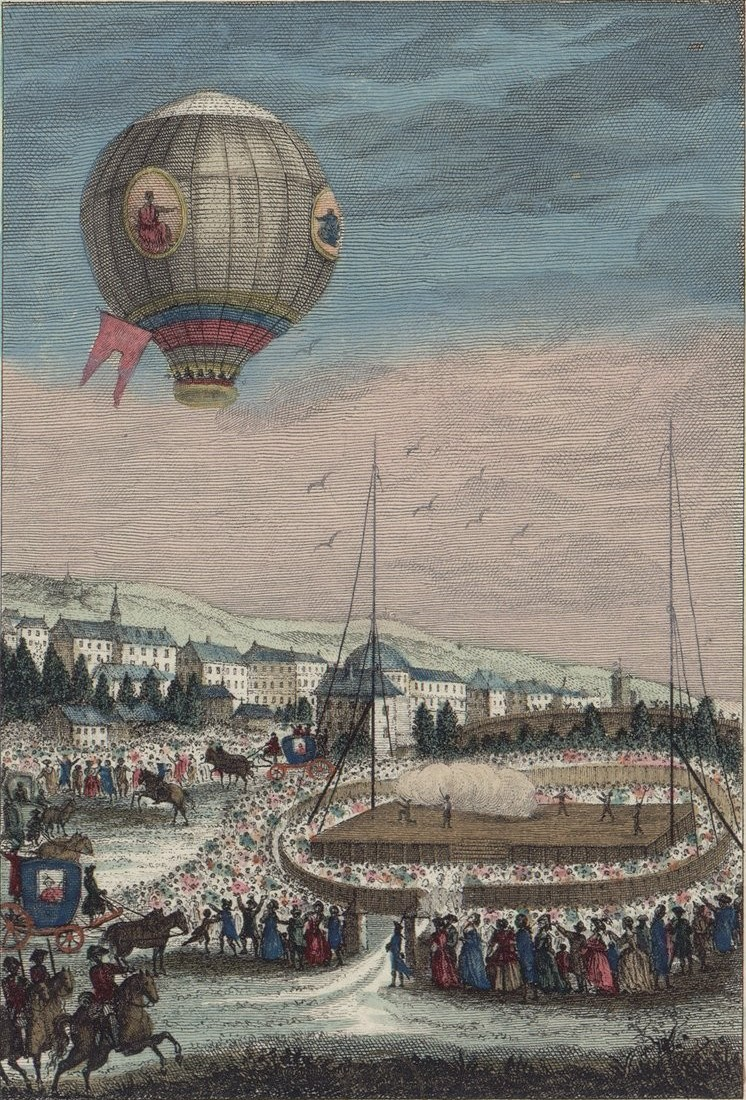
Opstijgen van Le Flesselles op 19 januari 1784

 Charles Joseph Emmanuel François de Paule Antoine Ghislain Claude Lamoral de Ligne (Brussel, 14 september 1759 – La Croix-aux-Bois, 14 september 1792) was een Zuid-Nederlands militair, kunstverzamelaar, schilder en prentkunstenaar uit het Huis Ligne.

## Leven
Hij was de oudste zoon van prins Charles-Joseph de Ligne en Françoise van Liechtenstein. In 1779 trouwde hij in Parijs met de Poolse prinses Helena Apolonia Massalska (1763-1815). Voor hun huwelijk schreef zijn vader de lichte opera Colette et Lucas en schonk hij hem de heerlijkheid Baudour, waaraan een kasteel en een zetel in de Staten van Henegouwen waren verbonden. De echtgenoten hadden echter geen goede verstandhouding. Met de Brusselse actrice Adélaïde Nonnes alias Mademoiselle Fleury (fr) had Charles de Ligne in 1786 een buitenhuwelijks kind Christine ("Titine"). Later dat jaar zorgde de geboorte van zijn wettige dochter Sidonie voor enige toenadering in het huwelijk, maar in 1788 zou Massalska naar Warschau terugkeren. Ze hadden elk nieuwe liefdes, zij met graaf Wincenty Potocki en hij met Theresia van Dietrichstein.
Net als zijn vader en grootvader was Charles in de wieg gelegd voor een militaire carrière. Na studies aan de artillerieschool van Straatsburg vertrok hij naar Wenen, waar hij luitenant werd in het Oostenrijkse geniekorps.
Dat hij het risico niet schuwde, toonde hij al snel door als betalende passagier plaats te nemen op Le Flesselles, de 42 meter hoge luchtballon van de gebroeders Montgolfier die op 19 januari 1784 in Lyon de derde bemande vlucht uit de luchtvaartgeschiedenis maakte. Met 1200 livres had hij een groot deel van de openbare onderschrijving voor zijn rekening genomen, maar dan verwachtte hij ook wat. Hij zou zelfs met een pistool gedreigd hebben om de lancering te bespoedigen. Uiteindelijk steeg het gezelschap tot een hoogte van 1438 toises, maar dan scheurde de envelop en kon het gevaarte niet langer in de lucht blijven. De schok van het snelle neerkomen was zwaar, maar veroorzaakte niet meer averij dan wat kneuzingen en gebroken tanden. Zo werd Charles de eerste niet-Fransman die het luchtruim koos. Nog hetzelfde jaar was hij betrokken bij een nieuw ballonexperiment in Bergen.
Voor de Russisch-Turkse Oorlog (1787-1792) werd hij aide de camp in de Infanterie-Ligne, zodat hij samen met zijn vader kon vechten. Ondertussen was zijn broer Louis in Frankrijk onder de wapens, zonder dat dit spanningen opleverde. Charles junior wist met zijn ingenieurswerken in 1788 de Servische vestingstad Šabac te nemen onder de ogen van keizer Jozef II, die hem op het slagveld onderscheidde en bevorderde tot luitenant-kolonel. Ook voor Belgrado vocht hij met doodsverachting op de eerste rij. Na de uittrede van de Oostenrijkers ging hij door in Russische dienst. De bestorming van Izmajil leverde hem een bedankingsbrief en een hoge onderscheiding op vanwege tsarin Catharina de Grote. Zijn trotse vader commemoreerde deze wapenfeiten met een vijftien meter hoge, witmarmeren obelisk in de Engelse tuin van zijn kasteel van Beloeil. Ook in Fort Josefov bij Jaroměř kwam een dergelijk monument.
Vervolgens nam Charles de Ligne deel aan de Eerste Coalitieoorlog tegen het republikeinse leger van generaal Dumouriez. Hij toonde zich weer bijzonder ondernemend bij Condé-sur-l'Escaut, Maubeuge en Orchies, maar moest zich dan terugtrekken. Hij sneuvelde op zijn 33e verjaardag in Croix-aux-Bois, terwijl hij met veertig huzaren een aanvalsactie ondernam. Een druifschot uit een kanon trof hem vol in het hoofd en in de rechterhand. Zijn vader, die het nieuws ruim een week later vernam van maarschalk Lacy, zonk weg in een depressie, waarvan hij Casanova deelgenoot maakte.
In zijn laatste wil had Charles bijzondere aandacht voor zijn Weense vriendengroep les Indissolubles, onder wie prins Józef Poniatowski en andere aristocraten. Behalve dat elk lid een legaat kreeg, liet hij een tempel van de vriendschap oprichten in Beloeil, waarin zijn buste omgeven werd door portretten van de Onafscheidelijken.

## Kunstverzameling
Nog volgens het testament werd zijn kunstverzameling na zijn dood verkocht ten voordele van zijn buitenechtelijke dochter Christine en zijn aangenomen zoon Norokos, een Turks jongetje uit Izmajil. Naast enkele Chinese vazen en natuurkundige objecten ging het vooral om 14.000 tekeningen en prenten. De koper was Albrecht van Saksen. Via hem kwam de collectie uiteindelijk terecht in de Albertina in Wenen, waarvan ze de kern vormt.

## Prentkunstenaar
Van de hand van Charles de Ligne zijn 36 etsen bekend. Vooral zijn kopieën van tekeningen doen veronderstellen dat hij een talent had dat voor ontwikkeling vatbaar was.

## Iconografie
Van Charles de Ligne bestaan verschillende portretten. Charles Le Clercq schilderde hem in 1785 in het uniform van Waals dragonderkapitein. Antoine Cardon maakte hiervan een gravure die op 200 exemplaren werd verspreid. Een door Adam Bartsch getekend en gegraveerd portet dateert uit 1789. Josef Grassi schilderde rond die tijd ook een staatsieportret, waarvan de fysieke gelijkenis minder is. Het werd gereproduceerd in gravures door Johann Pichler en door Joseph Clarot (1794).

## Onderscheidingen
- Ridder in de Oostenrijkse Orde van Maria Theresia (1788)
- Commandeur in de Russische Sint-Jorisorde (1789)

## Voetnoten
1. ↑  Dit zijn de voornamen uit het doopregister van de Sint-Goedelekerk in Brussel. Om het onderscheid te maken met zijn vader wordt hij vaak Charles-Antoine genoemd, maar er is geen grond voor die prominentie van "Antoine".
2. ↑  Mi Gyung Kim, The Imagined Empire: Balloon Enlightenments in Revolutionary Europe, 2017, p. 192-200. Gearchiveerd op 11 juni 2023.

- Bibliothèque nationale de France: cb145946409 (data)
- Biografisch Portaal: 01367498
- Gemeinsame Normdatei: 120804271
- International Standard Name Identifier: 0000 0001 1702 6555
- Library of Congress Control Number: nb2010023188
- Nationale Bibliotheek van Tsjechië: hka2012718857
- Nationale Bibliotheek van Polen: a0000002645089
- RKD-Nederlands Instituut voor Kunstgeschiedenis: 353690
- Union List of Artist Names: 500321492
- Virtual International Authority File: 129273940
- WorldCat: E39PBJmtDpJbDMdWPdcBXbxRrq